# Kolhapur
Kolhapur (en maratí: कोल्हापूर) es una ciudad situada al sureste del estado Maharastra al este de la India. Su área es de 66,82 km² y su población es de 493 167 habs.
Kolhapur se ubica a 570 m sobre el nivel del mar.

## Historia
Kolhapur es una antigua ciudad, famosa por su comida, artículos de sombrerería, calzado, joyería y lucha libre. Según la leyenda, de la mitología hindú, fue colonizada por Kolhasur, un demonio que fue asesinado más tarde por Mahalakshmi para aliviar a la población local. Sin embargo, en honor al último deseo del demonio, la ciudad fue nombrada posterior a él. Kolhapur era un destino budista principal y de los más populares durante el 6 a. C.
Durante 940-1212, fue la capital de la dinastía Shilahara de Kolhapur. Una inscripción menciona que el rey Gonka fue curado de mordeduras de serpiente por un monje Jain y Gonka había construido un templo al Señor Neminath. Muchos de los templos Jainas en esa región se construyeron en los próximos par de siglos.

## Geografía
Kolhapur es una ciudad del interior ubicada en el suroeste del estado de Maharastra, 373 km (232 millas) al sur de Bombay y 228 km (142 millas) al sur de Pune, 615 km (382 millas) al noroeste de Bangalore y 530 km (330 millas)) al oeste de Hyderabad. Dentro de Maharashtra, las ciudades y pueblos más cercanos de Kolhapur son Ichalkaranji 27 km (17 millas), Kodoli 35 km (22 millas), Peth Vadgaon 15 km (9.3 millas), Kagal 21 km (13 millas), Kasaba Walva 30 km (19 millas), Sangli 19 km (12 millas) y Satara 115 km (71 millas). Kolhapur tiene una elevación de 569 m (1,867 pies). Se encuentra en las montañas Sahayadri en los Ghats occidentales. Chandgad es el lugar más fresco en el distrito de Kolhapur. La presa del río Tambraparni es el lugar espectacular cerca del pueblo de Umgaon. Las presas cercanas también son Radhanagari y kalambawadi. Panhala 21.5 km (13.4 mi) y Templo de Jyotiba 21.7 km (13.5 mi) están más cerca.

### Clima
El clima de la ciudad varía entre los 10C a 35C. La ciudad de Kolhapur en verano es comparativamente más fría y húmeda, en comparación con sus ciudades vecinas. La temperatura máximas rara vez superan los 38C y por lo general es entre 33C a 35C y la mínima es de 24C. La ciudad recibe abundantes lluvias en junio. Las temperaturas son bajas en la estación lluviosa entre 19 C a 30C. Las temperaturas de invierno son un poco más altas en comparación con otras ciudades, y bajan hasta  9C. La humedad es baja en esta temporada. En 2005 y 2006 hubo exceso de precipitaciones en Kolhapur dando lugar a inundaciones.
| Parámetros climáticos promedio de Kolhapur | Parámetros climáticos promedio de Kolhapur | Parámetros climáticos promedio de Kolhapur | Parámetros climáticos promedio de Kolhapur | Parámetros climáticos promedio de Kolhapur | Parámetros climáticos promedio de Kolhapur | Parámetros climáticos promedio de Kolhapur | Parámetros climáticos promedio de Kolhapur | Parámetros climáticos promedio de Kolhapur | Parámetros climáticos promedio de Kolhapur | Parámetros climáticos promedio de Kolhapur | Parámetros climáticos promedio de Kolhapur | Parámetros climáticos promedio de Kolhapur | Parámetros climáticos promedio de Kolhapur |
| Mes                                        | Ene.                                       | Feb.                                       | Mar.                                       | Abr.                                       | May.                                       | Jun.                                       | Jul.                                       | Ago.                                       | Sep.                                       | Oct.                                       | Nov.                                       | Dic.                                       | Anual                                      |
| ------------------------------------------ | ------------------------------------------ | ------------------------------------------ | ------------------------------------------ | ------------------------------------------ | ------------------------------------------ | ------------------------------------------ | ------------------------------------------ | ------------------------------------------ | ------------------------------------------ | ------------------------------------------ | ------------------------------------------ | ------------------------------------------ | ------------------------------------------ |
| Temp. máx. abs. (°C)                       | 35.4                                       | 37.8                                       | 40.4                                       | 41.7                                       | 42.3                                       | 40.0                                       | 33.3                                       | 32.2                                       | 35.7                                       | 36.5                                       | 34.6                                       | 35.0                                       | 42.3                                       |
| Temp. máx. media (°C)                      | 30.5                                       | 32.9                                       | 35.6                                       | 39.9                                       | 35.5                                       | 30.0                                       | 26.9                                       | 26.6                                       | 28.8                                       | 30.9                                       | 30.6                                       | 29.8                                       | 31.2                                       |
| Temp. mín. media (°C)                      | 15.2                                       | 16.6                                       | 19.6                                       | 21.6                                       | 22.5                                       | 22.1                                       | 21.4                                       | 21.0                                       | 20.8                                       | 20.3                                       | 17.9                                       | 15.5                                       | 19.5                                       |
| Temp. mín. abs. (°C)                       | 8.7                                        | 8.8                                        | 12.4                                       | 13.8                                       | 16.2                                       | 17.6                                       | 18.1                                       | 18.0                                       | 16.4                                       | 13.9                                       | 9.6                                        | 8.6                                        | 8.6                                        |
| Precipitación total (mm)                   | 1.1                                        | 0.4                                        | 5.8                                        | 18.5                                       | 38.8                                       | 213.5                                      | 280.0                                      | 208.6                                      | 124.3                                      | 113.4                                      | 24.6                                       | 5.4                                        | 1034.4                                     |
| Días de precipitaciones (≥ 1 mm)           | 0.2                                        | 0.1                                        | 0.3                                        | 1.4                                        | 2.8                                        | 11.6                                       | 17.1                                       | 16.8                                       | 8.5                                        | 6.0                                        | 1.6                                        | 0.4                                        | 66.9                                       |
| Fuente: Government of Maharashtra          |                                            |                                            |                                            |                                            |                                            |                                            |                                            |                                            |                                            |                                            |                                            |                                            |                                            |